# Unione Sportiva Torri
L'Unione Sportiva Torri è una società polisportiva italiana, avente sede nella città di Torri di Quartesolo. Conosciuta per le sezioni di pallavolo e pallamano, quest'ultima milita nel girone A della Serie A Bronze, la terza serie nazionale.

## Storia
L'Unione Sportiva Torri è una società Polisportiva nata nel 1980 nel Comune di Torri di Quartesolo (VI), ad iniziativa di alcuni atleti e dirigenti sportivi che già praticavano sin dal 1977 lo sport della pallamano.
Le attività sportive praticate dalla società sin dalla sua nascita sono state la pallamano maschile e la pallavolo femminile.
Nell’ambito della pallamano la società ha raggiunto nel tempo brillanti traguardi, fra cui la partecipazione al campionato seniores di serie A2 maschile (1994/95) in quello femminile (2008/09), nonché svariati titoli provinciali e regionali con le proprie squadre giovanili.
L'Unione Sportiva Torri organizza il Torneo Internazionale di pallamano “Città di Torri”, giunto nel 2014 alla sua ventiquattresima edizione.
Negli anni ’80/90 è inoltre fiorita in ambito societario un’apprezzata scuola di danza classica per bambine e ragazze, che ha permesso di allestire spettacoli di successo.
Nel 2004 (12 novembre), a Kruševac (Serbia), ha sottoscritto un “Documento di Gemellaggio” e di collaborazione tra le due Unioni Sportive di Torri di Quartesolo e di Kruševac. Il principale scopo è di costituire una stabile e durevole collaborazione tra Torri di Quartesolo e Kruševac per quanto riguarda lo Sport.
Dal 2005 collabora anche con il Gruppo Culturale serbo “SLOGA” con il fine di favorire l’integrazione sociale tra cittadini italiani e cittadini serbi residenti in Italia.
Nell’ambito della pallavolo femminile i successi delle squadre dell’Unione Sportiva Torri sono stati numerosi, da un brillante piazzamento a livello nazionale nel minivolley degli anni ’80, alla partecipazione al campionato di serie B2 della stagione scorsa.
All’inizio della stagione sportiva 2010/2011, la società ha totalmente ristrutturato il proprio organico tecnico-atletico, riuscendo in tal modo realizzare uno dei più forti settori giovanili della Pallavolo femminile vicentina, come dimostrato dai recenti successi provinciali nelle categorie dell’Under 16 e dell’Under 18 (2010/2011), nella categoria Under 14 (2012/2013), ed anche i successi nel vari tornei internazionali di Offida o nazionale di Este. Dal 2013 organizza il Challenge nazionale di Pallavolo femminile “CITTA’ di TORRI” riservato alle categorie giovanili.
Nel 2011 l’Unione Sportiva Torri si è trasformata in Società Cooperativa Sportiva Dilettantistica a R. L.

## Società
L'Unione Sportiva Torri è una società cooperativa sportiva dilettantistica a responsabilità limitata. Essa è iscritta ai registri CONI con il numero identificativo 10720 e ai registri FIGH con numero 0359.

## Strutture

### PalaVillanova - Telemar Sport Centre
Il Telemar SportCenter intitolato al prof. Giuseppe Villanova di Torri di Quartesolo è un impianto all’avanguardia: isolato acusticamente e termicamente, ha una capienza di 650 persone per gli eventi sportivi, capacità che si estende fino a 1400 posti circa per le manifestazioni culturali. Accanto ai grandi momenti legati alla pallavolo o alla pallamano nel palazzetto hanno luogo anche concerti, spettacoli teatrali e happening sociali.
Al campo da gioco principale si aggiungono, al piano superiore, una sala forum con dotazione audio/video, una palestra attrezzata per la scuola di danza e una moderna sala stampa. Sono presenti sei spogliatoi per gli atleti e due spogliatoi per gli arbitri, una sala antidoping e l’infermeria, in ottemperanza a tutti i regolamenti sportivi.
Inoltre le connessioni WiFi predisposte dal provider vicentino rendono agevole la navigazione in internet per atleti, collaboratori, pubblico e giornalisti, trasformando il Telemar SportCenter in un vero e proprio centro tecnologico. 
L’impianto è attualmente gestito per conto del Comune di Torri di Quartesolo dall’Unione Sportiva Torri.

### PalaCeroni
Prima che venisse costruito il PalaVillanova, la casa dell’Unione Sportiva Torri è stato il Pala Ceroni a Torri di Quartesolo. Un impianto che è stato recentemente ammodernato nella pavimentazione e nelle tribune, per renderlo moderno e al passo con i tanti impegni sportivi, scolastici – è infatti la palestra della vicina scuola media di Torri di Quartesolo -, sociali, ricreativi e culturali che ospita. Ad oggi è utilizzato principalmente per gli allenamenti di pallavolo e pallamano.

## Rosa 2023-2024

### Giocatori
|    | Naz.              | Ruolo | Sportivo              | Anno |  |  |
| -- | ----------------- | ----- | --------------------- | ---- |  |  |
| 1  | Italia (bandiera) | P     | Giacomo Toffanin      | 1997 |  |  |
| 45 | Italia (bandiera) | P     | Sebastiano Tonello    | 2005 |  |  |
| 90 | Italia (bandiera) | P     | Jan Urban             | 2000 |  |  |
| 2  | Italia (bandiera) | T     | Marco Pasquale        | 1997 |  |  |
| 3  | Italia (bandiera) | T     | Nicolò Zennaro        | 1996 |  |  |
| 4  | Italia (bandiera) | PV    | Samuele Bigon         | 1993 |  |  |
| 5  | Italia (bandiera) | A     | Giovanni Crotta       | 2000 |  |  |
| 6  | Italia (bandiera) | PV    | Lorenzo Peronaci      | 1997 |  |  |
| 7  | Italia (bandiera) | T     | Alberto Bicego        | 2001 |  |  |
| 8  | Italia (bandiera) | A     | Matteo Fiorin         | 2005 |  |  |
| 9  | Italia (bandiera) | A     | Leonardo Piazzon      | 2000 |  |  |
| 10 | Italia (bandiera) | A     | Riccardo Lucarini     | 1997 |  |  |
| 11 | Italia (bandiera) | T     | Daniele Tesar         | 2000 |  |  |
| 15 | Italia (bandiera) | A     | Samuel Igwesi         | 2003 |  |  |
| 21 | Italia (bandiera) | T     | Nadir Raja            | 2002 |  |  |
| 25 | Italia (bandiera) | T     | Simone Gherardi       | 1992 |  |  |
| 34 | Italia (bandiera) | T     | Luca Saccon           | 2005 |  |  |
| 60 | Italia (bandiera) | PV    | Giosuè Maran          | 2005 |  |  |
| 88 | Italia (bandiera) | T     | Stefano Giuriato      | 2001 |  |  |
| 91 | Italia (bandiera) | A     | Lorenzo De Franceschi | 2003 |  |  |

### Staff
- Allenatore:  Giuseppe Lucarini
- Vice allenatore:  Michele Calore
- Preparatore dei portieri:  Luca Fanchin
- Team manager:  Alessandro Petucco